# Giuseppe Ciaccheri
Giuseppe Ciaccheri (Livorno, 1724 – Siena, dicembre 1804) è stato un presbitero, bibliotecario e collezionista d'arte italiano, allievo di Sallustio Bandini, che lo nominò primo bibliotecario della biblioteca dello Studio di Siena.

## Biografia
Giuseppe Ciaccheri nacque a Livorno nel 1724 e la famiglia, quando era ancora in fasce, si trasferì a Siena. Fu avviato fin da fanciullo agli studi e alla carriera ecclesiastica; ancora adolescente fu posto sotto la protezione di Sallustio Bandini che lo avviò agli  studi classici. Nel 1742, per volere dello stesso Bandini, ottenne la nomina a rettore della Cappella di San Cerbone nella chiesa di Provenzano. L'anno successivo, nel 1743, ricevette la tonsura e nel 1748 venne ordinato sacerdote.
In quegli anni il Ciaccheri si spese per ordinare e accrescere la raccolta libraria e di antichità che il Bandini andava costituendo e che avrebbe donato Studio di Siena. All'atto di donazione il Bandini nominò il Ciaccheri come primo bibliotecario a vita, dotandolo di uno stipendio annuo di sessanta scudi.
La passione che il Ciaccheri profuse verso la Biblioteca fu straordinaria. Per tutto il corso della sua vita si adoperò per ampliare le collezioni e per accreditarne il prestigio e l'immagine. Per raggiungere take scopo accolse e acquisì i patrimoni dei conventi soppressi, favorì e collecitò donazioni di privati e infine acquistò, anche a proprie spese, libri antichi e manoscritti.
Ricoprì il ruolo di vicerettore dell'Istituto della Sapienza dal 1766; fu stimato e apprezzato per le sue competenze letterarie ed artistiche, intrattenne rapporti epistolari con un considerevole numero di intellettuali italiani e stranieri e contribuì al sempre  crescente prestigio della Biblioteca. Infine si adoperò per costituire una corposa collezione di dipinti e disegni di artisti senesi, che oggi risiedono presso la Biblioteca comunale e la Pinacoteca di Siena.
Divenne cieco e morì nel dicembre del 1804, sempre ricoprendo il ruolo di bibliotecario.